# El Monte (Chile)
El Monte ist eine Stadt und Gemeinde in der Provinz Talagante in der Metropolregion Santiago in Chile. Bei der Volkszählung im Jahr 2017 hatte sie 35.923 Einwohner. Die Gemeinde erstreckt sich über eine Fläche von 118,1 km².

## Geschichte
Vor der Ankunft von Pedro de Valdivia gab es in der Nähe des Ortes, an dem sich die Gemeinde heute befindet, eine Stadt namens Llopeo. Im Jahr 1579 ließen sich die Franziskanerpriester an dem Ort nieder, der heute El Tejar heißt. Dieser Ort war von Bergen und Wäldern umgeben, weshalb er den Namen San Francisco de El Monte erhielt.
1682 bauten die Franziskaner den Tempel wieder auf und verlegten ihr Kloster an diesen Ort. Um ihn herum beginnt sich ein Dorf zu bilden, in das viele Indianer aus Llopeo ziehen. Zur gleichen Zeit siedelten sich viele Spanier, Kreolen und Mestizen an und so entstand ein typisches kreolisches Dorf.
Am 2. Mai 1909 wurde die Gemeinde El Monte gegründet.

## Bevölkerung
Laut der Volkszählung des Nationalen Statistikinstituts von 2002 hatte El Monte 26.459 Einwohner (13.334 Männer und 13.125 Frauen). Davon lebten 22.284 (84,2 %) in städtischen Gebieten und 4175 (15,8 %) in ländlichen Gebieten. Im Jahr 2017 zählte man 35.923 Personen.